# La Guadalupe (Guainía)
La Guadalupe (pronúncia espanhola: [la ɣwaðaˈlupe]) é uma cidade e município no departamento de Guainía, na Colômbia. La Guadalupe faz fronteira com o corregimento de San Felipe, no norte, o Brasil no sul e oeste da Venezuela.